# Американский гренадёр
Американский гренадёр (лат. Baeolophus wollweberi) — вид воробьиных птиц из семейства синицевых. Выделяют четыре подвида.

## Распространение
Обитают в горах Мексики и США.

## Описание
Американский гренадёр достигает длины около 10 см и массы от 8,0 до 12 г. Хохолок и затылок чёрные, боковые стороны головы белые. Спина и хвост серые, нижние части тела более светлого серовато-белого оттенка. Клюв чёрный.
Это единственный североамериканский представитель синицевых со сложными отметинами на лице и нагрудником.

## Биология
Питаются насекомыми и их личинками. В Мексике, особенно зимой, употребляют в пищу также желуди.